# Andrej Makejev
Andrej Gennadjevitj Makejev, (ryska: Андрей Геннадьевич Макеев), född 3 februari 1952 i Petrozavodsk i Karelska republiken, dåvarande Sovjetunionen, död 13 september 2021, var en sovjetisk basketspelare som tog OS-brons 1976 i Montréal. Makejev spelade bland annat för Spartak Leningrad.